# 인제 한계사지
인제 한계사지(麟蹄 寒溪寺址)는 대한민국 강원특별자치도 인제군에 있는 옛 절터로 통일신라시대 때 세워 조선시대 때 없어진 것으로 추정되는 한계사가 있던 터이다. 1982년 11월 3일 강원특별자치도의 기념물 제50호로 지정되었다.
인제군 북면 한계리 90-1~4번지에 있으며 인제군이 소유 및 관리하고 있다. 한계사는 신라 제28대 진덕여왕 원년(647)에 자장율사가 창건하였으나 수차에 걸쳐 큰 화재를 입어 북면 용대2리 지금의 백담사로 자리를 옮겨가고 남은 터가 한계사지이다. 1984년 강원대학교 조사반에 의해 학술조사를 실시한 결과 도자기, 토제품, 석제품, 금속제품이 다수 발견되어 강원대학교 박물관에 보관되고 있으며 현재 이곳에는 석탑과 돌사자상이 남아 있다. 남 삼층석탑이 보물 제1275호, 북 삼층석탑이 보물 제1276호로 지정되어 있다.

## 개요
이곳은 그 유래가 전해지지는 않으나, 통일신라시대 때 세워 조선시대 때 없어진 것으로 추정되는 한계사가 있던 자리이다.
1984년의 발굴결과 앞면 3칸·옆면 3칸의 금당터와 부속 건물터를 확인하였다.
통일신라시대의 유물인 석탑, 석등, 석불 등의 재료와 고려·조선시대의 명문기와가 많이 발견되고 있어, 한계사가 신라시대부터 조선시대까지 여러 차례 중건을 거듭하며 이어져온 오랜 역사를 가지고 있는 사찰이었음을 알 수 있다.

## 출입금지
설악산관리사무소에 따르면 국립공원공고에 의거해 자연생태계 훼손방지 및 자연자원 보호를 위해 지정 탐방로가 존재하지 않는 한계사지 일원은 출입이 금지되고 있다.
다만,관련 법령에 따라 문화재 조사·재조사 행위,학술연구,자연보호 또는 문화재 보존·관리를 위한 행위 등에 한해 출입을 허가하고 있다.

## 같이 보기
- 인제 한계사지 남 삼층석탑 - 보물 제1275호
- 인제 한계사지 북 삼층석탑 - 보물 제1276호

## 참고 자료
- 인제 한계사지 - 국가유산청 국가유산포털